# Pandémie

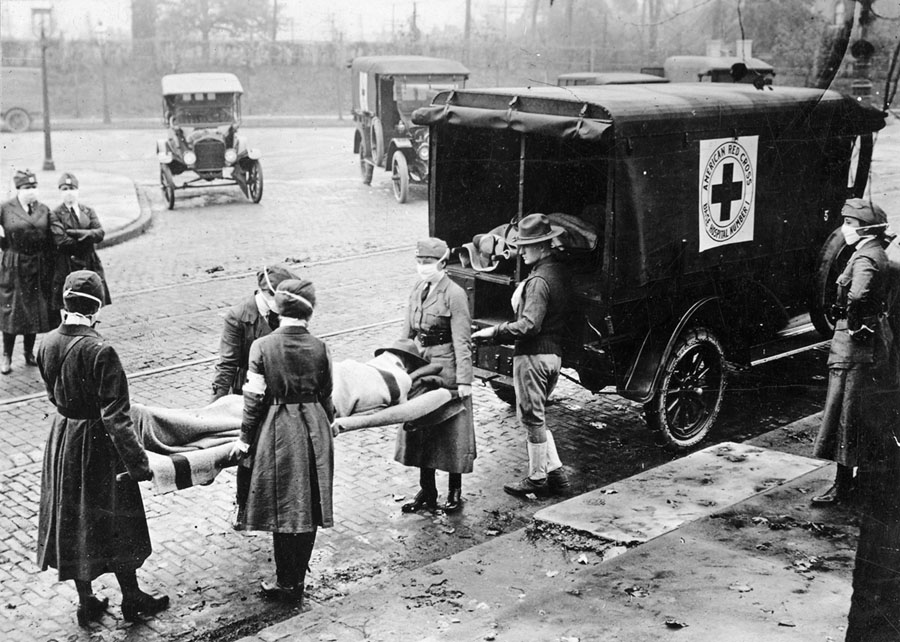
La grippe de 1918, ici à Saint-Louis (Missouri, États-Unis), a causé une forte mortalité dans le monde entier.

Cet article concerne le concept général de pandémie. Pour l'actualité, voir Pandémie de Covid-19. Pour les articles homonymes, voir Pandémie (homonymie).
Une pandémie  (du grec ancien πᾶν / pãn « tous », et δῆμος / dễmos « peuple ») est une épidémie présente sur une large zone géographique internationale. Dans le sens courant, elle touche une partie particulièrement importante de la population mondiale.
Les pandémies surviennent lors de déséquilibres majeurs liés à des modifications sociales et environnementales au cours de l'histoire (révolution agricole, guerres et commerce, voyages et grandes découvertes, révolution industrielle et empires coloniaux, mondialisation…).
Les conséquences d'une pandémie non maîtrisée peuvent être très importantes, comme cela a été le cas de la peste noire en Europe et en Asie, où elle a tué en quelques années des dizaines de millions de personnes et a eu un fort impact sur la démographie, ou, plus récemment, avec l'infection par le virus de l'immunodéficience humaine (VIH) qui touche sévèrement l'Afrique subsaharienne.
Au XXIe siècle, la surveillance et le contrôle d'une pandémie reposent en premier lieu sur une coopération internationale.

## Définitions

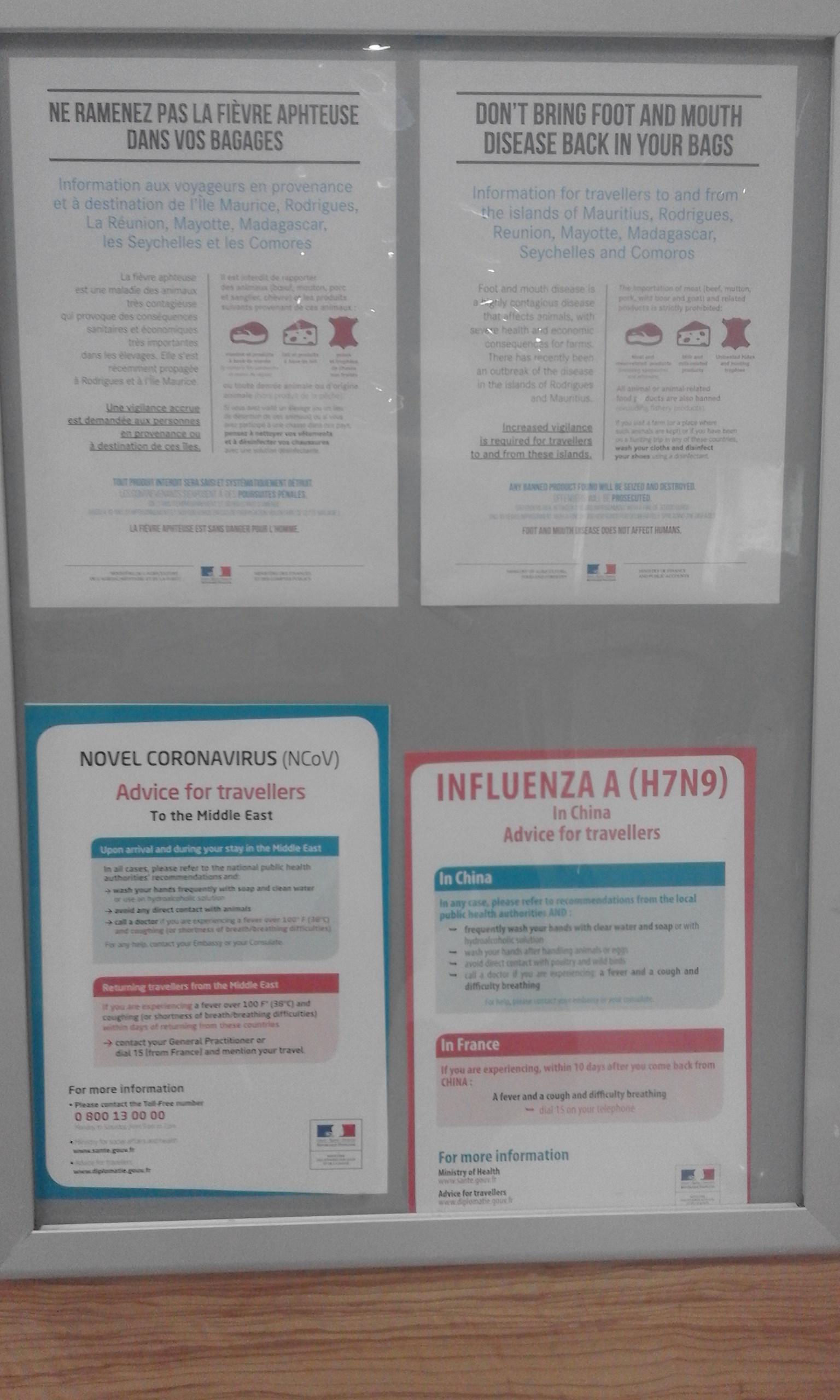
Conseils aux voyageurs sur les risques de contraction d'épidémie à l'étranger. Affiches de l'aéroport Charles-de-Gaulle, Paris, 2016.

### Généralités
Le terme pandémie apparait en français en 1752 sous le modèle de épidémie (epi « sur » et demos « peuple »). Une « pan-démie » est étymologiquement (sous-entendu) un mal qui s'étend sur l'ensemble (pan-) de la population (demos).
Dans son sens général, une pandémie désigne une épidémie qui se développe à l'échelle mondiale, ou sur de vastes zones internationales traversant des frontières, et touchant le plus souvent un grand nombre de personnes,.
Mais, selon le journaliste spécialisé Marc Gozlan, "il n’existe pas de définition claire et unanimement acceptée du terme pandémie".
Une description pertinente d'une « pandémie » est en littérature celle de Jean de La Fontaine, dans « Les Animaux malades de la peste » : « Ils ne mouroient pas tous, mais tous eſtoient frappez ».
La notion de pandémie, et les concepts et modèles permettant d'y réagir, porte en premier lieu sur l'émergence de maladies infectieuses fortement contagieuses, et les modalités d'action permettant d'en atténuer la propagation, et les effets sanitaires ou sociaux. La question centrale est alors celle de sa propagation.
La transformation d'une épidémie en pandémie est d'autant plus facilitée dans un monde de plus en plus globalisé.
Le terme de « pandémie » est parfois employé pour des maladies non infectieuses. En 1997, après une consultation tenue à Genève (3-5 juin), l'OMS a parlé d'une « épidémie globale » de l'obésité dans le monde. Le terme pandémie peut alors s'appliquer aux addictions, aux maladies cardiovasculaires, à celles liées au grand âge, etc. voire à tout phénomène ou comportement émergent devenant très répandu ou mondialisé. Dans cette acception, la notion de « propagation » est au mieux secondaire (et probablement limitée à une question de structure sociale ou de comportement culturel) ; une pandémie renvoie simplement à la politique permettant de lutter à long terme contre son incidence, ou d'en atténuer les effets sanitaires ou sociaux.
Il faut attendre 2011 "pour que le mot pandemic entre dans le thesaurus des mots clés (MeSH) de la base de données biomédicales PubMed de la National Library of Medicine (Bethesda, Maryland, États-Unis)".

### Cas particulier de la grippe

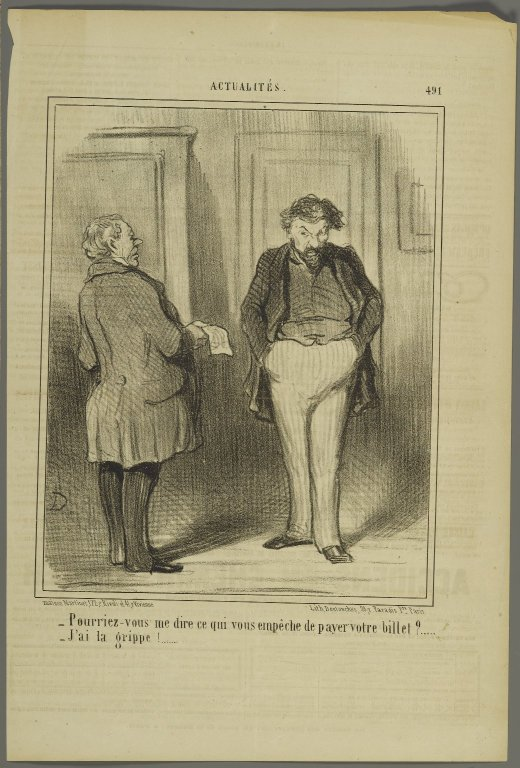
Conséquences économiques de la pandémie : « Pourriez-vous me dire ce qui vous empêche de payer votre billet ?… - J'ai la grippe !… » Caricature d'Honoré Daumier, 1858.

Les épidémies mondiales de grippe saisonnière sont des « pandémies » au sens ordinaire : l'Organisation mondiale de la santé (OMS) suit mondialement la grippe saisonnière pour la composition des vaccins antigrippaux. Cependant, les termes de pandémie grippale ou de grippe pandémique sont utilisés pour désigner plus particulièrement l'apparition d'un nouveau virus grippal qui se propage mondialement.
Pour l'OMS, « Une pandémie est une épidémie mondiale d'une maladie. Une pandémie de grippe peut survenir lorsqu'un nouveau virus grippal apparaît contre lequel la population humaine n'est pas immunisée. ». Cette définition élimine la référence précédemment retenue à un « nombre élevé de morts et de maladie ».
En effet, selon Patrick Zylberman, professeur émérite d’histoire de la santé :

« Une pandémie grippale sera dès lors [après celle de 1889-1890] définie d’un point de vue épidémiologique par un taux d'attaque élevé s’expliquant par une dissémination rapide et une très haute morbidité (un très grand nombre de cas) ; le niveau de la mortalité n’entre pas dans cette définition, un taux d’attaque élevé n’impliquant pas nécessairement une très forte pathogénicité – autrement dit, une partie importante de la population est infectée sans que n’augmentent en proportion les formes graves de la maladie). L’effet des pandémies grippales sur la mortalité est d’ailleurs difficile à mesurer ; « l’excès de mortalité » (nombre de décès supérieur à la moyenne attendue durant une épidémie de grippe ou à la mortalité à la même période dans les années précédentes), notion élaborée dans les années 1840 par William Farr, demeure encore aujourd’hui le seul concept utilisable. La morbidité est encore plus délicate à évaluer compte tenu du très grand nombre de cas bénins ou qui présentent peu de signes apparents et du nombre lui aussi très élevé de personnes infectées qui ne consultent pas ». »

Dans ses plans de préparation (1999, 2005, 2009) contre une grippe pandémique, l'OMS a proposé des niveaux d'alerte organisés d'abord en six, puis en neuf phases,. Les modifications actualisées de 2009 ont fait l'objet de critiques de la part de ceux qui y voient une influence de l'industrie pharmaceutique.
En 2017, l'OMS propose quatre phases pandémiques grippales : phase interpandémique, phase d'alerte (identification d'un nouveau sous-type de virus chez l'humain) phase pandémique (propagation mondiale), phase de transition (mesures de relèvement en fin d'épidémie). Ces phases mondiales ne doivent pas être confondues avec deux autres processus relevant, en dernier ressort, de la responsabilité du directeur général de l'OMS :
- La détermination d'une urgence de santé publique de portée internationale qui entraîne des recommandations temporaires.
- La déclaration d'une pandémie qui entraîne des mesures réglementaires, de la part de l'OMS ou des États Membres.

Les actions nationales sont à dissocier des phases mondiales dans la mesure où l’évaluation mondiale du risque, par définition, n’est pas révélatrice de la situation dans chacun des États Membres.

## Lutte contre la propagation

### Facteur de propagation
Le facteur premier dans la propagation d'une épidémie est d'influer sur le nombre de reproduction de base, ou R0, c'est-à-dire le nombre de personnes qui sont en moyenne infectées par contagion par une personne malade, pendant la durée de sa maladie. Ce nombre est fondamental :
- Si {\displaystyle R_{0}=1}, chaque personne contaminée en contamine tôt ou tard une autre, mais la maladie reste à un niveau constant.
- Si {\displaystyle R_{0}<1}, le nombre de personnes porteuses diminuera exponentiellement, et l'épidémie finira par s'éteindre, simplement du fait que dans les conditions qu'elle rencontre, elle n'est pas suffisamment contagieuse.
- Mais inversement, si {\displaystyle R_{0}>1}, le nombre de personnes porteuses augmentera exponentiellement, d'autant plus rapidement que le {\displaystyle R_{0}} est grand ; et une croissance exponentielle conduit très rapidement à un nombre de cas dépassant les capacités sanitaires.

Sur un territoire donné, la lutte contre une pandémie abordera trois aspects.
- En premier lieu, éviter d'importer des cas pathologiques nouveaux, ce qui implique de fermer et filtrer les transferts de cas potentiellement contaminant, en maîtrisant les frontières.
- Sur le plan médical, détecter et soigner au mieux les victimes de l'infection.
- Imposer en tant que de besoin des dispositions de distanciation à l'ensemble de la population, y compris d'isolement ou de quarantaine, aux cas suspects

## Facteurs pandémiques
Il existe quatre niveaux de causes différentes et spécifiques menant à une pandémie :
1. L'émergence d'un nouvel agent pathogène transmissible.
2. L'émergence d'une nouvelle maladie (manifestations cliniques) causée par ce nouvel agent.
3. L'origine d'une épidémie.
4. L'origine d'une pandémie.

Dans le cas de retour d'une maladie infectieuse déjà connue, seuls les niveaux trois et quatre sont concernés.
Le niveau 1 est surtout biologique. Il dépend des caractéristiques de l'agent, et de la capacité à le détecter. L'émergence est rendue visible par l'utilisation de nouvelles techniques (biologie moléculaire, bio-informatique). Par exemple, l'agent du sida n'a pu être conceptualisé que par la connaissance des virus ARN, de nouveaux coronavirus par l'utilisation de la bio-informatique.
Le niveau 2 est biomédical, mettant en œuvre des systèmes de surveillance épidémiologique de maladies ou de syndromes (découverte du sida par les CDC).
Les niveaux 3 et 4 sont, pour l'essentiel, d'ordre environnemental et social. Les facteurs en jeu sont nombreux, :
- changements démographiques des populations humaines : urbanisation, densité des populations, déplacements et migrations.
- comportements des individus : sexuel, alimentaire, rituels (rassemblements, pèlerinages…), de loisirs (tourisme exotique ou d'aventure), etc.
- modifications écologiques : catastrophes naturelles, développement industriel, déforestation, construction de barrage, agriculture intensive…
- commerce intercontinental de marchandises contenant ou transportant des germes ou des vecteurs. Par exemple le commerce des pneus usés (lieu de reproduction de moustiques) est un facteur de propagation d'arboviroses ; de même le commerce, légal ou illégal, d'animaux vivants (bétail, de laboratoire, de nouveaux animaux de compagnie…) présente un risque de diffusion de maladies.
- insuffisance des systèmes de santé (manque de vaccinations, de prévention et surveillance, d'infrastructure sanitaire…) ou leur mauvaise utilisation (matériel médical non stérile, mésusage d'antibiotiques développant une résistance aux antibiotiques, expérimentations hasardeuses, xénogreffes…).

Il s'avère de plus en plus que les rapports entre les germes microbiens et les populations humaines devraient dépasser les métaphores militaires qui les opposent de façon radicale. Il faudrait interpréter les pandémies (ou épidémies dans un « village mondial ») comme une coévolution darwinienne liée à des déséquilibres écologiques (démographie humaine et perturbations de l'environnement).

## Surveillance

### Maladies émergentes prioritaires
En 2015, l'OMS publie une liste de 8 pathogènes émergents à surveiller en priorité (affectation de nouveaux moyens) :
- Fièvre hémorragique de Crimée-Congo
- Maladie à virus Ebola : En 2014, l'épidémie de maladie à virus Ebola en Afrique de l'Ouest touche 3 pays africains et se répand dans 6 autres pays sur trois continents.
- Virus de Marburg
- Fièvre de Lassa
- SRAS (coronavirus SARS-CoV) : le syndrome respiratoire aigu sévère de 2003 (un coronavirus) a touché plus de 8 000 personnes, tuant près de 10 % d'entre elles, inquiétant le monde entier avec des pertes économiques importantes en Asie.
- MERS (coronavirus MERS-CoV)
- Infection à virus Nipah
- Fièvre de la vallée du Rift

Cette liste est susceptible de révision annuelle en fonction de la situation mondiale, elle devrait varier entre 5 et 10 maladies prioritaires. Trois autres sont candidats prioritaires : maladie à virus Zika, Chikungunya, et syndrome de fièvre sévère avec thrombocytopénie.
En 2015, le virus Zika, transmis par moustique, provoque des épidémies (maladie à virus Zika) dans près de 70 pays, dont de graves atteintes chez les femmes enceintes au Brésil (nouveau-nés atteints de microcéphalie).
D'autres maladies présentent un risque important, mais elles ne sont pas incluses dans la liste, car il existe déjà des moyens de contrôle ou d'importants secteurs de recherches consacrés à ces maladies : sida, tuberculose, paludisme, grippe aviaire et dengue.
En règle générale, le choix des maladies prioritaires se basent sur neuf critères :
1. la transmission à l'Homme ;
2. la gravité, ou la mortalité ;
3. l'extension ou la propagation ;
4. le potentiel évolutif (de l'agent pathogène) ;
5. la disponibilité de contre-mesures ;
6. la difficulté de détection ou de contrôle ;
7. le contexte de santé publique dans les zones touchées ;
8. le risque de propagation internationale ;
9. les conséquences sociales éventuelles.

De façon plus détaillée, d'autres facteurs sont pris en compte, par exemple les facteurs par rapport au système immunitaire :
1. agent pathogène qui échappe au système immunitaire ;
2. qui dérègle le système immunitaire ;
3. qui entraine une réponse délétère ;
4. qui ne donne pas ou peu d'immunité croisée (contre les agents pathogènes voisins) ;
5. totalement nouveau (aucune immunité collective) ;
6. qui ne produit qu'une immunité réduite ou de courte durée.

Un autre exemple, les facteurs liés au contexte :
1. si l'agent provoque des perturbations liées à la nourriture et l'eau ;
2. les conséquences économiques ;
3. les perturbations sociales (dont la stigmatisation et la qualité de vie…) ;
4. les conséquences environnementales ;
5. les possibilités de bioterrorisme ;
6. les perturbations du système de santé ;
7. la présence de populations denses étroitement reliées ;
8. si l'agent touche des populations particulières dont le comportement favorise la transmission ;
9. la survenue en pays ou régions à infrastructures sanitaires insuffisantes.

### Moyens de contrôle
Les moyens de contrôle d'une pandémie reposent en premier lieu sur une coopération internationale, concrétisée par un règlement sanitaire international, instrument juridique de droit international.
La surveillance épidémiologique est à la fois nationale, régionale (à l'échelle d'un continent) et mondiale. Elle porte à la fois sur la population humaine et la santé animale domestique ou sauvage. Au niveau régional ou mondial, il existe une surveillance par imagerie satellitaire (épidémiologie intégrée dans une écologie du paysage).
L'expertise des agents pathogènes, notamment des virus, est le fait des méthodes de biologie moléculaire. Celles-ci sont menées dans des réseaux de laboratoires spécialisés, et pour les agents pathogènes les plus dangereux, dans des laboratoires de haute sécurité.
Sur le plan international, l'OMS peut formuler des recommandations et des conseils aux voyageurs. Une épidémie peut être déclarée par l'OMS d'abord comme une urgence de santé publique de portée internationale, puis comme une pandémie. En situation pandémique, l'OMS propose des recommandations sanitaires stratégiques et de gestion de crise, comme des mesures de confinement ou de limitation de déplacement.
Les mesures générales de santé publique sont adaptées à chaque situation particulière. Une mesure essentielle est l'information du public, en situation de crise. Pour être efficace, cette information doit s'appuyer sur une confiance réciproque entre ceux qui savent (experts), ceux qui peuvent (autorités politiques, équipes médicales ou de santé publique) et ceux qui sont affectés (communautés citoyennes). Au XXIe siècle, écouter et comprendre les croyances, les préoccupations et les perceptions du grand public est aussi important que d'apporter des informations exactes ou des recommandations appropriées. Exposer franchement ce qui est connu et ce qui reste incertain est essentiel dans l'établissement de la confiance.

## Histoire

### Antiquité
Les épidémies deviennent possibles à partir de la révolution néolithique (vers 6000 av. J.-C. en Europe), dès que des groupes humains atteignent une taille suffisante, avec des contacts fréquents entre ces différents groupes, d'où l'importance de la sédentarisation et de l'urbanisation liées à l'agriculture et au commerce.
Les grandes épidémies sont d'abord rares, puis plus fréquentes avec les liaisons commerciales ou conflits militaires impliquant un réseau de cités de plus en plus peuplées et connectées à de longues distances. La première « pandémie » décrite est la peste d'Athènes en 428 av. J.-C., rapportée par Thucydide. Pandémie de typhus probable, elle serait venue d'Éthiopie, frappant l'Égypte, la Perse, et la Grèce.
De nombreuses épidémies sont signalées dans la première moitié de l'histoire romaine, notamment par Tite-Live mais elles s'étendent rarement au-delà des villes voisines. Vers le IIe siècle av. J.-C., la conquête romaine entraîne la construction d'un réseau routier en direction du Proche-Orient. De nouvelles épidémies apparaissent en Italie, dont la lèpre. En 65 ap. J.-C., Tacite rapporte une autre maladie - qu'il ne décrit pas - qui, en trois mois, fait 30 000 morts dans la ville de Rome, et s'étend en Gaule et en Germanie.
De grandes épidémies à l'échelle européenne surviennent jusqu'à la fin de l'Empire romain. Les plus connues sont la peste antonine (167-172 ap. J.-C.) ou peste galénique (décrite par Galien) qui serait une variole probable ; la peste de Saint Cyprien (251-256), décrite par Cyprien de Carthage, de nature indéterminée.
Plusieurs épidémies de « pustules » (maladie indéterminée, variole ou charbon selon les auteurs) surviennent au cours du IVe siècle, notamment celle décrite par Ammien Marcellin, lors de guerres perso-romaines.
Vers le Ve siècle, le commerce diminue avec comme corollaire l'absence d'épidémies notables, mais quelques « pestes » peuvent accompagner les grandes invasions. Du VIe au VIIIe siècle deux grandes pandémies frappent l'Europe, l'une de variole, l'autre de peste bubonique ou peste de Justinien (541-767) considérée comme la première pandémie de peste.

### Moyen Âge
La lèpre devenue endémique dans l'Antiquité tardive recule au haut Moyen Âge, après l'an 800, les épidémies de variole s'espacent et la peste disparaît. Trois autres grandes épidémies frappent alors l'Europe : l'ergotisme, une intoxication venue d'Asie centrale, et qui atteint son apogée au XIIe siècle. À partir du Xe siècle de grandes épidémies (interprétées comme des grippes pandémiques) surviennent une ou deux fois par siècle ; le paludisme jusqu'alors confiné en Méditerranée, tend à s'installer dans les zones marécageuses de l'Europe du Nord.
À partir du Moyen Âge central, les nouveaux contacts avec le Proche-Orient relancent la lèpre. De grandes épidémies surviennent en Europe,. Selon la chronique du moine Matthieu Paris, près de 19 000 léproseries existent en Europe au XIIIe siècle, les historiens estiment que l'Europe en 1300 comptait environ 600 000 lépreux sur une population totale de 75 à 80 millions d'habitants.
La peste bubonique réapparaît avec la peste noire qui fait environ 25 millions de morts en Europe entre 1346 et 1350 et probablement autant en Asie. C'est le début explosif de la deuxième pandémie de peste.

### Période classique
En Occident, de grandes maladies du Moyen Âge persistent après la Renaissance, comme la peste et la variole. La deuxième pandémie de peste se poursuit par plusieurs grandes épidémies qui se terminent à la fin du XVIIIe siècle. La variole tue près de 400 000 Européens chaque année à l'approche du XVIIIe siècle.
D'autres fléaux prennent de l'importance, comme le typhus lié aux camps militaires, le paludisme qui se répand à partir de l'Italie, et la tuberculose sous la forme des écrouelles.
Le développement des échanges humains et commerciaux, les grandes découvertes et les guerres favorisent l'extension des infections. Plusieurs maladies épidémiques sont distinguées ou redécouvertes comme la coqueluche, la diphtérie, les oreillons, la grippe, la rougeole ou la scarlatine.
Avec la découverte de l'Amérique par les Européens, l'Eurasie se trouve en contact avec le Nouveau Monde. Deux maladies en sont importées : la suette anglaise et la syphilis. Dans l'autre sens l'Europe exporte la variole, la lèpre, la rougeole, la tuberculose et le paludisme.
La variole et la rougeole déciment les civilisations amérindiennes au Mexique, en Amérique centrale, et même les Incas. Les envahisseurs décident de recourir à l'esclavage pour exploiter les colonies américaines. Avec le commerce triangulaire, l'Afrique noire rejoint le circuit pandémique entre les Amériques et l'Eurasie. Elle en reçoit les maladies et elle en exporte d'autres comme la fièvre jaune et le paludisme.

### Période moderne
À partir du XVIIIe siècle, les règlements communaux ou régionaux de santé publique sont traités au niveau gouvernemental. Les politiques sanitaires et la lutte contre les épidémies deviennent l'affaire des états-nations, et d'accords internationaux au XIXe siècle (Conseil sanitaire international fondé à Constantinople en 1838, Conférence internationale de Paris en 1851, pour lutter contre la peste et le choléra).
La collaboration internationale se développe en même temps que la puissance des pandémies. Celle-ci est multipliée par les mutations sociales de la révolution industrielle et les transports modernes utilisant la machine à vapeur.

#### Peste et choléra
La deuxième pandémie de peste se termine au Proche-Orient à partir de 1841 dans l'Empire Ottoman qui adopte et applique sévèrement les règlements européens. La peste épidémique est éliminée en quelques années, ne subsistant que sous la forme de cas locaux épisodiques. Une troisième pandémie de peste réapparait en Chine dans la deuxième moitié du XIXe siècle. Elle fait d'abord plusieurs millions de victimes en Chine et en Inde et elle se répand dans le monde entier, mais elle est bloquée au niveau des ports des autres continents ne faisant que quelques milliers de victimes.

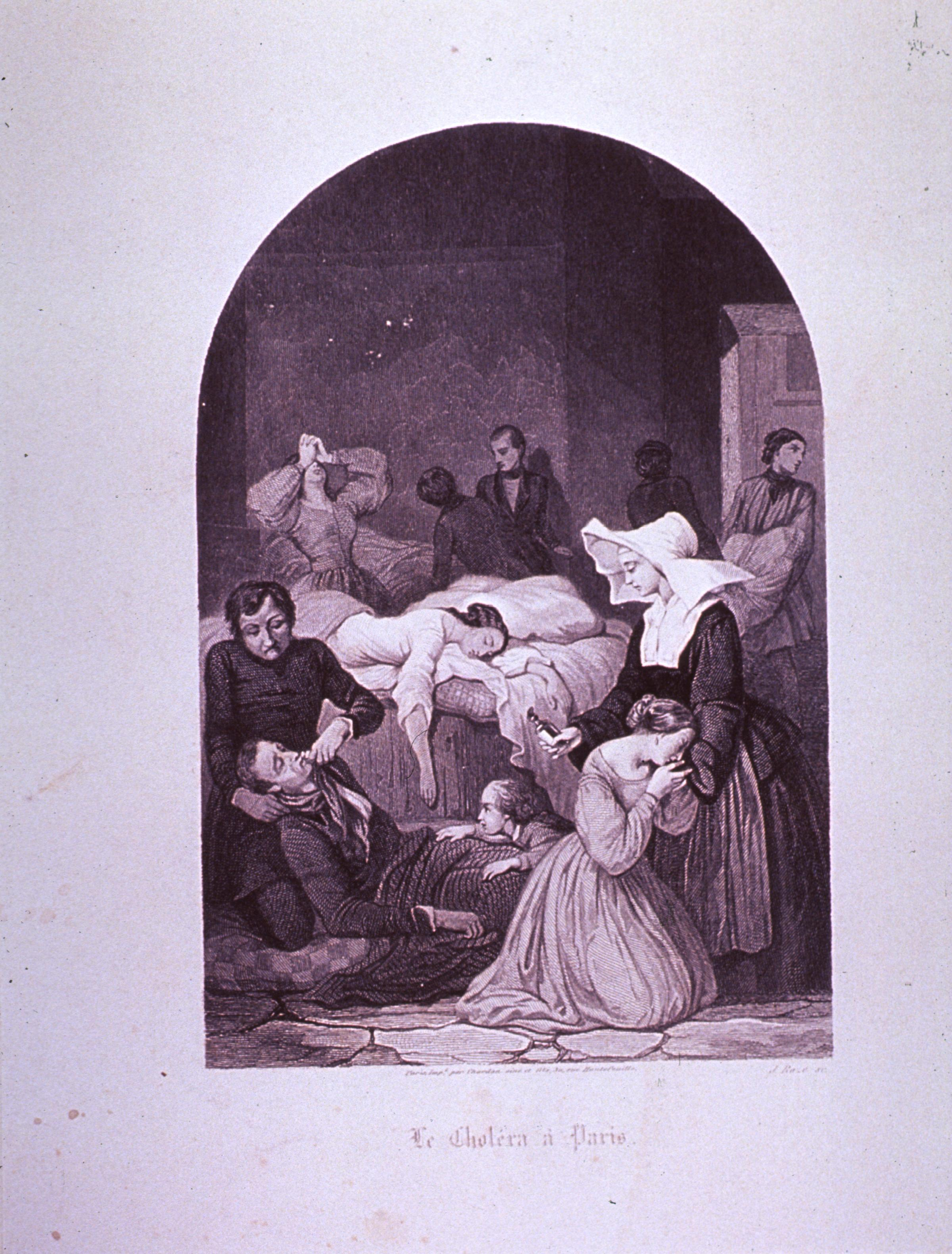
Le choléra à Paris en 1832.

Sept pandémies de choléra asiatique, venant de l'Inde, se succèdent au XIXe siècle. Les plus violentes frappant l'Europe et l'Amérique du Nord, sont les deuxième (1829-1837) et troisième (1840-1860) pandémies. Par exemple, le choléra de 1832 tue plus de 500 000 personnes en Angleterre et 100 000 en France. 

#### Maladies à moustiques
Le paludisme ou malaria (principalement par Plasmodium vivax) décline en Europe, mais il atteint son expansion maximale en Amérique du Nord, où il est lié aux modifications de l'habitat et de l'activité agricole. Plasmodium falciparum devient une véritable menace pour les colonisateurs et indigènes lorsqu'elle atteint pour la première fois le continent américain lors d'échanges d'esclaves. La malaria fait des ravages dans la colonie de Jamestown, ainsi que dans le Sud et le Midwest. En 1830, elle atteint le Pacific Northwest. Pendant la guerre de Sécession, plus de 1,2 million de cas de malaria sont recensés chez les soldats des deux camps. Le Sud des États-Unis continue à souffrir de la malaria dans les années 1930.
La fièvre jaune est à l'origine de plusieurs pandémies dévastatrices. Des villes américaines telles que New York, Philadelphie et Boston, ont été touchées par cette pandémie. En 1793, l'une des plus grandes pandémies américaines de fièvre jaune tue plus de 5 000 personnes à Philadelphie — près de 10 % de la population. Près de la moitié des habitants ont fui la ville, y compris le Président George Washington. À l'époque coloniale, l'Afrique de l'Ouest était connue sous le nom de « la tombe de l'Homme blanc » à cause de la malaria et de la fièvre jaune qui y régnaient.

#### Maladies de la pauvreté
Au XIXe siècle, la tuberculose aurait tué plus d'un quart de la population adulte en Europe. Elle est liée à la révolution industrielle et à l'habitat (pauvreté en milieu urbain). En 1918, un décès sur six en France est causé par la tuberculose. Au XXe siècle, la maladie a tué approximativement 100 millions de personnes. Elle est l'une des complications sanitaires les plus importantes en expansion dans le monde.
D'autres pandémies liées à la misère sont le typhus exanthématique et la fièvre récurrente. Celles liées à l'hygiène de l'eau (transmission hydrique) et des aliments sont des infections gastro-intestinales, par exemple le choléra, déjà cité, et la fièvre typhoïde.

#### Maladies infantiles
Des maladies épidémiques frappent surtout les enfants, elles ne peuvent être vraiment combattues qu'après identification de l'agent causal et immunisation passive (sérothérapie) ou active (vaccins). Ces épidémies reviennent régulièrement et sont de gravité variable. Les plus importantes, en fréquence comme en gravité, furent ou sont la diphtérie, la poliomyélite, la scarlatine, et la rougeole.
Il y avait 3 à 4 millions de cas de rougeole aux États-Unis chaque année avant qu'un vaccin ne soit introduit en 1963. La rougeole a tué près de 200 millions de personnes dans le monde en 150 ans.

#### Grippes et variole
Comme aux siècles précédents, de grandes épidémies de grippe sévissent au XIXe siècle, dont celle de 1847-1848, la grippe russe de 1889-1890 est considérée comme la première grippe pandémique bien documentée.
La grippe espagnole, de 1918 à 1920, a été l'une des pandémies les plus mortelles de l'histoire de l'Humanité, avec de 20 à 40 millions de morts (80 à 100 millions d'après des réévaluations récentes).
Les grippes pandémiques suivantes furent plus modérées : la grippe asiatique en 1957 (2 millions de morts), la grippe de Hong-Kong en 1968 (4 millions de morts), la grippe russe de 1977, et la grippe A(H1N1) de 2009.
La variole persiste au XIXe siècle, y compris dans les pays industrialisés, sous la forme d'épidémies de brève durée, mais parfois très meurtrières (France, hiver 1870-1871). Au XXe siècle, la maladie aurait tué près de 300 à 500 millions de personnes. Au début des années 1950, 50 millions de cas de variole sont recensés chaque année. À la suite de campagnes de vaccination ciblées à succès pendant les XIXe et XXe siècles, l'OMS déclare la variole éradiquée en décembre 1979. La variole est la seule infection humaine à avoir été éradiquée et l'un des deux virus mortels ayant été éradiqués.

### Dernier quart duXXesiècle
En 1971, Abdel R. Omran propose le concept de transition épidémiologique (en), inspiré de celui de transition démographique, pour distinguer trois âges dans l'histoire de l'humanité, :
1. L'âge des pestes et des famines, lié à la révolution néolithique et à l'urbanisation.
2. L'âge du recul des pandémies, qui débute avec l'ère industrielle.
3. L'âge de la fin des pandémies, où les maladies infectieuses tendent à disparaître, remplacée par celle des maladies chroniques ou dégénératives dites « de civilisation ».

Si le concept de transition épidémiologique reste utilisé (ou modifié en transition sanitaire intégrant des facteurs sociaux), le modèle initial d'Omran a été invalidé (dans son âge 3) par le rebond inattendu, dans le dernier quart du XXe siècle, des maladies infectieuses, anciennes ou nouvelles. Parmi les anciennes, selon les pays, la tuberculose, la syphilis, la diphtérie, la dengue.
Depuis 1970, plus de 1500 nouveaux agents infectieux pathogènes ont été découverts, dont 70% ont été démontrés comme d'origine animale. Beaucoup n'ont guère d'importance en santé publique, mais plusieurs ont des conséquences considérables. Parmi les maladies émergentes ou nouvelles maladies identifiées à la fin du XXe siècle, c'est le cas notamment de la maladie de Lyme, de la légionellose, d'Ebola… L'exemple le plus notoire étant le VIH / Sida qui provient du continent africain, puis s'étend aux États-Unis depuis Haïti entre 1966 et 1972.

### Pandémies duXXIesiècle

#### Prédictions
En 2009, le nouveau rapport de la CIA estime que « l'apparition d'une nouvelle maladie respiratoire humaine virulente, extrêmement contagieuse, pour laquelle il n'existe pas de traitement adéquat, pourrait déclencher une pandémie mondiale ». Il considère que cette apparition pourrait être liée à des « souches hautement pathogènes de la grippe aviaire telles que le H5N1 », ainsi qu'à « d'autres agents pathogènes, comme le coronavirus du SRAS et diverses souches de la grippe », et qu'elle pourrait intervenir « sans doute dans une zone à forte densité de population, de grande proximité entre humains et animaux, comme il en existe en Chine et dans le Sud-Est asiatique où les populations vivent au contact du bétail »,,. L'OMS théorisa la maladie X comme hypothèse d'un virus contagieux.

#### Peste et choléra
La troisième pandémie de peste est en phase dormante, mais une épidémie majeure a eu lieu à Madagascar en 2017, avec 2 417 cas confirmés ou suspects, dont 209 décès par peste pneumonique. Neuf pays en relation avec Madagascar ont dû se placer en alerte de peste. Cet exemple montre que les maladies anciennes disparaissent très rarement de façon définitive. D'autres exemples sont la fièvre jaune ou le choléra. Quarante épidémies de choléra sont signalées chaque année à l'OMS, la plus importante étant l'épidémie de choléra en Haïti de 2010.

#### Sida
Le syndrome d'immunodéficience acquise (sida) est une pandémie actuelle, qui touche plus de 25 % de la population sud et est-africaine. En 2006, la prévalence du VIH chez les femmes enceintes en Afrique du Sud est de 29,1 %. L'enseignement des relations sexuelles en toute sécurité aide à ralentir la pandémie dans de nombreux pays africains grâce au système éducatif scolaire. Les infections se répandent continuellement en Asie et dans les continents américains. Le nombre de décès liés au SIDA en Afrique pourrait, selon les estimations, atteindre 90 à 100 millions en 2025.

#### Grippe
En 2009, l'épidémie de Grippe A (H1N1), qui se déclare au Mexique, évolue par la suite en pandémie. C'est la première grippe pandémique du XXIe siècle, moins sévère que prévu.

#### Covid-19
Fin 2019, le coronavirus SRAS-CoV-2 apparaît en Chine, déclenchant une urgence de santé publique de portée internationale le 30 janvier 2020. Cependant, l'Organisation mondiale de la santé ne parle à ses débuts que d'un risque important de pandémie.
Le 11 mars 2020, l'Organisation mondiale de la santé annonce officiellement que l'épidémie de Covid-19 est devenue pandémique,. Ceci intervient deux jours après la décision du gouvernement italien de placer tout le pays en quarantaine.
On dénombre plus de 528 millions de contaminations et plus de 6,3 millions de morts officiellement recensés à travers le monde à la date du 24 mai 2022. Cependant, en tenant compte des morts non reportés dans les statistiques officielles, plusieurs sources estiment des quantités bien plus importantes : entre 12 et 22 millions de morts selon une étude publiée par la revue Nature. Entre 13,3 et 16,6 millions de morts selon l'OMS.
| Année(s)    | Nom                                     | Nombre de morts (en millions) | Agent               |
| ----------- | --------------------------------------- | ----------------------------- | ------------------- |
| 165-180     | Peste antonine                          | 5                             | Virus de la variole |
| 541-542     | Peste de Justinien                      | 30 à 50                       | Bacille de la peste |
| 735-737     | Épidémie de variole de 735-737 au Japon | 1                             | Virus de la variole |
| 1347-1351   | Peste noire                             | 75 à 200                      | Bacille de la peste |
| 1520        | Épidémie européenne de variole          | 56                            | Virus de la variole |
| Années 1600 | Pestes du xviie siècle                  | 3                             | Bacille de la peste |
| 1817-1923   | Pandémies de choléra                    | 1                             | Vibrion cholérique  |
| 1855-1920   | 3e pandémie de peste                    | 12                            | Bacille de la peste |
| 1889-1890   | Grippe russe                            | 1                             | H3N8 - Grippe A     |
| 1918-1919   | Grippe espagnole                        | 50 à 100                      | H1N1 - Grippe A     |
| 1957-1958   | Grippe asiatique                        | 1,1 à 3,1                     | H2N2 - Grippe A     |
| 1968-1970   | Grippe de 1968 (ou de Hong Kong)        | 1 à 2,2                       | H3N2 - Grippe A     |
| Depuis 1981 | Sida                                    | 25 à 35                       | VIH                 |
| Depuis 2019 | Covid-19                                | 12 à 22                       | SRAS-CoV-2          |

## Prospective et traité de 2023
En 2009, le risque d'une pandémie mondiale, une “nouvelle maladie respiratoire humaine virulente, extrêmement contagieuse” est établi par des analystes de la CIA et publié,
La plateforme intergouvernementale scientifique et politique sur la biodiversité et les services écosystémiques (Ipbes) publie en octobre 2020 un rapport qui met en garde contre les risques d'une « ère des pandémies », concluant : « À moins que l'approche globale de la lutte contre les maladies infectieuses ne soit modifiée, des pandémies futures vont apparaître plus souvent, se propageront plus rapidement, causeront plus de dommages à l'économie mondiale et tueront plus de personnes que le COVID-19 ». Ce rapport, citant près de 700 articles de recherche, conclut que les activités humaines à l'origine du changement climatique (agriculture intensive, artificialisation des sols, mondialisation des échanges commerciaux…) favorisent la diffusion des agents pathogènes pour l'humain : « on estime à 1,7 million le nombre de virus non découverts actuellement présents dans les mammifères et les oiseaux, dont 827 000 pourraient avoir la capacité d'infecter les êtres humains ».
À la suite de la maladie du Covid arrivée depuis la rentrée 2019 et dans la crainte de l'arrivée de la Maladie X, un traité en ce sens pourrait être signé d'ici juin 2024 et entrer en vigueur un an plus tard pour faire face aux épidémies futures, traité qui a l'air plutôt rassurant voire faible, entraînant néanmoins une désinformation.